# Henri-Georges Morisset
Pour les articles homonymes, voir Morisset.
Henri-Georges-Caïus Morisset est un peintre français né à Ozoir-le-Breuil le 20 septembre 1841 et mort à Beaugency le 26 novembre 1899.

## Biographie
Élève d'Alexandre Cabanel et d'Édouard Viénot, Henri-Georges Morisset devient l'associé de ce dernier avec lequel il fonde l'atelier Viénot-Morisset, au 92 rue de la Victoire à Paris. Ils furent réputés pour leurs portraits peints à partir de photographies, dans le but de réduire le temps et le nombre de poses. Cette technique leur vaudra une clientèle prestigieuse, qui inclut des têtes couronnées.
Morisset expose aux Salons de 1865 et 1879.
Il est le père du peintre Henri Morisset (1870-1956).